# Wormaldia ephestion
Wormaldia ephestion är en nattsländeart som beskrevs av Schmid 1991. Wormaldia ephestion ingår i släktet Wormaldia och familjen stengömmenattsländor. Inga underarter finns listade i Catalogue of Life.